# شهرستان شرور
رایون شرور (به لاتین: Şərur) ناحیه‌ای در جمهوری خود مختار نخجوان است با مرکزی به همین نام با مساحت ۴۷۸ کیلومتر مربع و جمعیتی بالغ بر ۹۶۰۰۰ نفر.